# Oliver Zybok
Oliver Zybok (* 1972 in Wuppertal) ist ein deutscher Kunsthistoriker.

## Leben
Oliver Zybok studierte nach dem Abitur am Wuppertaler Gymnasium Am Kothen und Ableistung des Zivildiensts Kunstgeschichte, Geschichte, Neue Deutsche Literatur und Philosophie an der RWTH Aachen und den Universitäten Köln und Bonn. Im Mai 1998 graduierte er in Aachen als Magister artium. Ebenfalls in Aachen wurde er 2003 zum Dr. phil. promoviert.
Von 1997 bis 1999 war er als freier Kurator am Nationalen Mikalojus-Konstantinas-Čiurlionis-Kunstmuseum in Kaunas tätig. Es folgten Stationen als Kurator am Museum Morsbroich in Leverkusen (1999 bis 2001), am Museum für Angewandte Kunst Köln (2001–2002) und dem Künstlerverein Malkasten in Düsseldorf von 2002 bis 2007.
Von 2003 bis 2005 war er Gastprofessor für Kunsttheorie an der Universität der Künste Helsinki. Von 2006 bis 2009 lehrte er als Professor für Kunsttheorie des 20. und 21. Jahrhunderts an der Hochschule für Bildende Künste Braunschweig.
Er war 2008 Kurator der Prager Triennale sowie Initiator und Kurator der Wanderausstellung Yüksel Arslan. Artures, die 2011 bis 2013 in der Kunsthalle Zürich, der Kunsthalle Düsseldorf und der Kunsthalle Wien gezeigt wurde, und 2012/13 Gast-Kurator von Visions. An Atmosphere of Change im Marta Herford.
Seit 2004 war er Mitarbeiter beim Magazin Kunstforum International sowie seit 2007 künstlerischer Direktor der Galerie der Stadt Remscheid. Von 2015 bis Frühjahr 2023 war er künstlerischer und kaufmännischer Direktor der Lübecker Overbeck-Gesellschaft. Zybok war noch in die Planung weiterer Ausstellungen eingebunden; im August 2023 beendete die Overbeckgesellschaft jedoch jede weitere Zusammenarbeit.
Vom 1. Juli 2023 bis zum 31. Dezember 2023 war Zybok stellvertretender Direktor des Kunstmuseums Bonn.

## Werke
- Bootstrap – Abweichung vom Selbstverständlichen.  Rheinisch-Westfälische Technische Hochschule Aachen, Dissertation, 2003 (Volltext)
- sowie 58 Kataloge (siehe DNB)